# Armstrong Siddeley Lancaster
Der Armstrong Siddeley Lancaster ist ein Pkw, den der britische Hersteller Armstrong Siddeley von 1945 bis 1952 als erstes Nachkriegsmodell und Nachfolger des 16-Six fertigte.
Das Fahrwerk war vollkommen neu und hatte vorne Einzelradaufhängung mit Drehstabfedern und hinten eine angetriebene Starrachse, die an Längsblattfedern aufgehängt war. Das Modell hatte ein teilhydraulisches Bremssystem von Girling. Die Vorderradbremsen waren hydraulisch betätigt, während an der Hinterachse Seil- und Gestängebremsen eingesetzt waren. Serienmäßig waren die Fahrzeuge mit Scheibenrädern ausgestattet, auf Wunsch waren aber auch Drahtspeichenräder verfügbar, eine Option, die allerdings selten gewählt wurde.
Zunächst war ein obengesteuerter Sechszylindermotor mit 1991 cm³ Hubraum (Bohrung × Hub = 65 mm × 100 mm) eingebaut, der bei einer Verdichtung von 7 : 1 eine Leistung von 70 bhp (51 kW) bei 4200/min abgab. Dieser Motor stammte vom Vorgänger 16-Six. Ab 1949 ersetzte ihn ein Motor mit gleicher Charakteristik, aber 2309 cm³ Hubraum (Bohrung × Hub = 70 mm × 100 mm), einer Verdichtung von 6,5 : 1 und einer Leistung von 75 bhp (55 kW) bei 4200/min. Neben einem handgeschalteten Getriebe war auf Wunsch auch ein Vorwählgetriebe erhältlich.
Die viertürige Limousinenkarosserie stammte von Mulliners of Birmingham. Ein Schiebedach gehörte zur serienmäßigen Ausstattung. Daneben gab es noch Sonderaufbauten, wie z. B. ein Landaulet für die Regierung von Malta. 1950 und 1951 gab es noch eine Pullman-Limousine.
Bis 1952 entstanden 3597 Exemplare des Lancaster. Nachfolger war ab 1955 der Sapphire 236.

## Weblinks

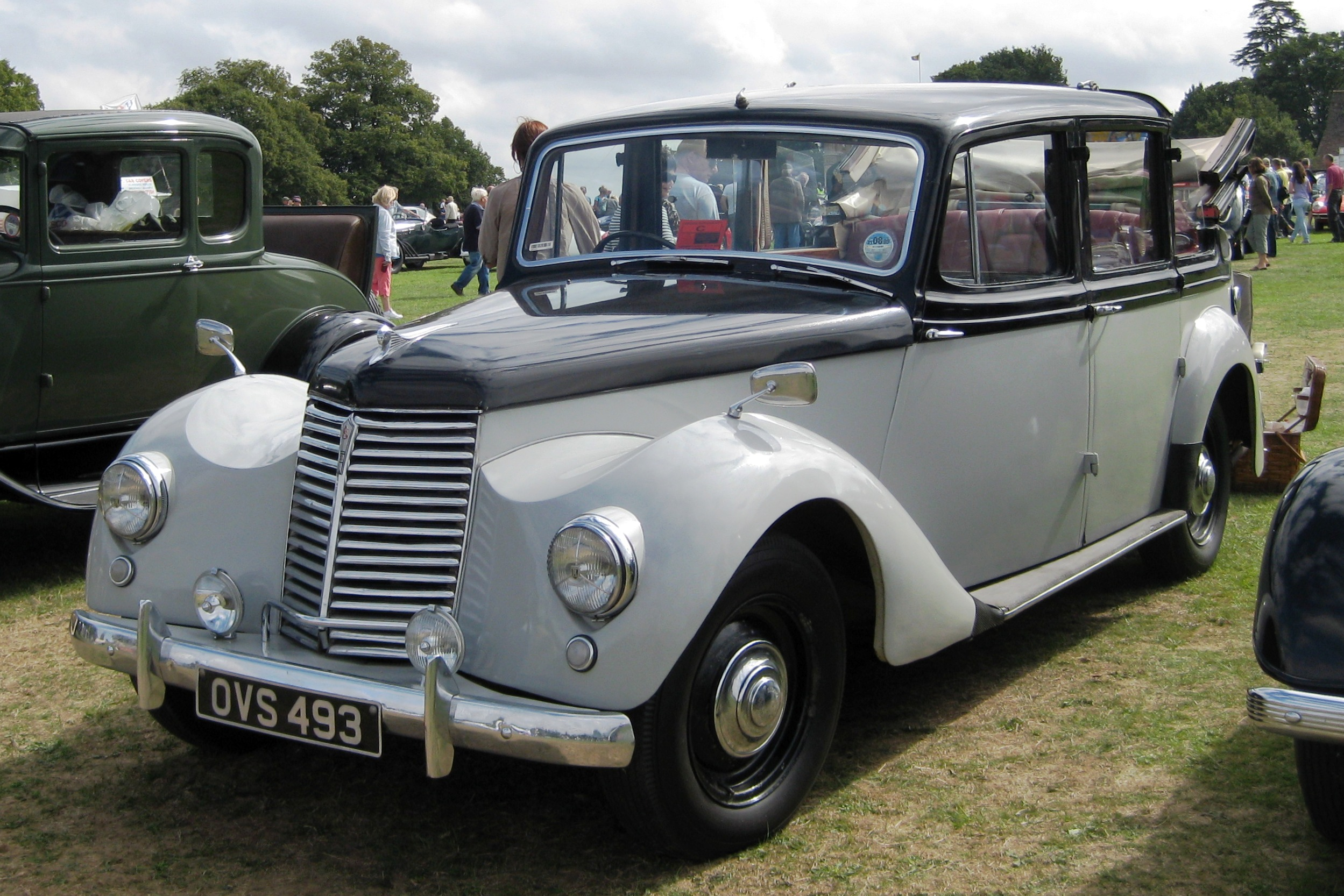
Armstrong Siddeley Lancaster 2.3 litre Landaulet (1951) für die maltesische Regierung